# Filipe Sambado
Filipe Sambado (* 6. Juni 1985 in Lissabon, Portugal) ist ein portugiesischer Sänger und Komponist.

## Leben und Wirken
Seine Kindheit verbrachte er in Elvas, Lagos und Vila Nova de Santo André. Er studierte Theaterwissenschaften und Dramaturgie. 
2016 erschien sein erstes Album. 2020 nahm er am Vorentscheid für den Eurovision Song Contest 2020 (ESC 2020) für Portugal teil, dem Festival da Canção, und schaffte es bis ins Finale mit dem Lied "Gerbera amarela do Sul".
Er lebt in Lissabon.

## Stil
Sambado fällt regelmäßig durch seine Extravaganz und Exzentrizität auf. So sind es ungewöhnliche Kostüme, die er anzieht und ihn stellenweise wie Klaus Nomi oder König Sebastian I. aussehen lassen. Auch die Texte seiner Lieder sind absolut ungewöhnlich und kein Mainstream. 
In einem Interview teilte er mit, dass er schocken und provozieren möchte.

## Alben
- Vida Salgada, 2016.
- Filipe Sambado e os Acompanhantes de Luxo, 2018
- Revezo, 2020.